# Верхи (Камінь-Каширський район)
Верхи́ — село в Україні, у Камінь-Каширській громаді Камінь-Каширського району Волинської області. Населення становить 571 особа.

## Географія
Розташоване за 23 км від Камінь-Каширського, за 22 км від залізничної станції Камінь-Каширський і за 47 км на північний схід від Ковеля.
Розташоване в межах Поліської низовини, на півночі Волинської області. Село розташоване на підвищенні з якого в давнину відкривався вид на декілька кілометрів, що і дало йому назву. З усіх сторін село Верхи оточене лісами.
На північно-західній стороні від села бере початок річка Локниця, ліва притока Стоходу. На південній околиці села бере початок річка Ясинівка.

## Історія
Перша згадка про село датується другою половиною XVI століття.
У XVII столітті в селі діяла дерев'яна церква та василіянський монастир святого Михайла, ігуменом якого був Климент Рожнятовський. 1724 року зведена дерев'яна Михайлівська церква з дерев'яною дзвіницею.
До 1793 року село належало до Камінь-Каширського повіту Поліського воєводства Речі Посполитої і становило власність поміщиків Пшеволоцьких. Пізніше після поділу Польщі коли вся Волинь відходить до Російської імперії, та створено Волинську губернію, належить до Боровенської гміни Ковельського повіту. Постійно збільшувалась кількість населення так 1814 року воно становило 455 жителів, а в 1896 було вже 758 мешканців та 95 господарств. Село Верхи належало поміщикам Рачинським.
Наприкінці XIX століття належало до Боровенської волости Ковельського повіту Волинської губернії Російської імперії. Тоді у Верхах налічувалося 95 будинків і 758 жителів. За переписом 1911 року до великої земельної власности Пшевлоцького Зенона належало 3,096 десятин.
Під час Першої світової війни жителі села були виселені, оскільки поряд, по річці Стохід, проходив фронт. З 1920 За Польщі тут була двокласна школа, розміщувались кузня та пошта, працювали водяні млини та вітряк. У селі є криниця, з якої нібито пив воду Юзеф Пілсудський. Частина села та одна з сільських вулиць має назву «Варшава».
На 1921 рік село Верхи та однойменний фільварок входили до складу гміни Боровно Камінь-Каширського повіту Поліського воєводства Польщі.
1932 року у Верхах відбулася сутичка селян з польськими жандармами.
Крім українців у селі проживало декілька польських, та декілька єврейських сімей. Найпоширенішими були прізвища: Смолярчук, Федорович, Здрок, Ілляшик, Павлючик, Марчук. У роки Другої світової у Верхах вціліло лише дві хати з 260 дворів; було вбито понад 100 його мешканців.
У роки Другої світової війни багато жителів села долучилося до українського визвольного руху. Серед відомих повстанців-уродженців Верхів — командир кущової боївки служби безпеки ОУН Микола Бадасюк («Голуб»), командир боївки ОУН Іляшик Дмитро («Калина»), командир боївки ОУН Микола Ковальчук, ройовий УПА Степан Чипко («Орлик»). У лісовому масиві між Верхами та Стобихвою діяв військовий шпиталь УПА. 1943 року в селі перебувало більшовицьке партизанське з'єднання О. Ф. Федорова («федорівці»). За спогадами жителів села, більшовики здебільшого займалися грабежами й затримували підозрюваних у зв'язках з українськими повстанцями, яких катували та вбивали, після чого глумилися над мертвими тілами (виколювали очі, спалювали). Затриманих вони виводили по одному на плац, штовхали у коло й били кілками, доки ті не падали мертвими. Восени 1943 року постраждало від нальотів німецької авіації, внаслідок яких загинуло 64 особи.

### Часи незалежности
До 7 серпня 2018 року — адміністративний центр Верхівської сільської ради Камінь-Каширського району Волинської області.

## Населення
Наприкінці XIX століття у Верхах налічувалося 95 будинків і 758 жителів. Станом на 1906 рік у селі нараховувалося 162 двори та мешкало 1040 осіб.
Станом на 10 вересня 1921 року в селі та на однойменному фільварку налічувалося 177 будинків та 886 мешканців, з них:
- 453 чоловіки та 433 жінки;
- 848 православних, 28 юдеїв і 10 римо-католики;
- 847 українців (русинів), 28 євреїв, 10 поляків та 1 особа іншої національности.

Згідно з переписом УРСР 1989 року чисельність наявного населення села становила 503 особи, з яких 233 чоловіки та 270 жінок.
За переписом населення України 2001 року в селі мешкало 587 осіб.

### Мова
Розподіл населення за рідною мовою за даними перепису 2001 року:
| Мова       | Відсоток |
| ---------- | -------- |
| українська | 99,49 %  |
| російська  | 0,51 %   |

## Відомі люди
- Юзеф Пілсудський (1867—1935), перебував у Верхах під час підготовки Костюхнівської битви.
- Григорій Рафальський (1789—1848), здобув початкову освіту в духовному училищі Верхівського Василіанського монастиря.